# 2 Of Amerikaz Most Wanted
«2 of Amerikaz Most Wanted» es el segundo sencillo de 2Pac del álbum doble All Eyez on Me. Cuenta con la colaboración de Snoop Dogg y con la producción de Daz Dillinger. "2 of Amerikaz Most Wanted" fue lanzado como canción promocional y fue el segundo sencillo del álbum tras "California Love". La canción alcanzó el puesto #46 en la lista Hot R&B/Hip-Hop Airplay de Billboard. La primera línea de Snoop Dogg en la canción es similar a "The Message" de Grandmaster Flash.
"2 of Amerikaz Most Wanted" fue posteriormente incluido en el álbum Greatest Hits en 1998. Un remix de la canción también fue incluido en el álbum Nu-Mixx Klazzics en 2003.

## Video musical
El director original del video fue despedido por 2Pac y su lugar fue ocupado por Gobi Rahimi y su compañía de producción. Fue grabado cuatro meses antes de la muerte de Tupac. El preludio de la canción es una parodia de Biggie Smalls ("Piggie") y Puff Daddy ("Buff Daddy") discutiendo con Tupac mientras se culpan a sí mismos del tiroteo a Shakur de 1994. Tupac irónicamente dice "I ain't gonna kill you, Pig" ("No voy a matarte, Pig") y "Once we're homeboys, we're always homeboys" ("Una vez fuimos amigos y siempre lo seremos"). Sin embargo, una versión cortada (probablemente sin censurar) del video muestra a 2Pac y a sus guardaespaldas sacando las pistolas listos para dispararlas, mientras que la introducción termina de repente, recordando a una escena de la película Scarface. Aparte de esto, la canción trata de la lectura de los cargos de 2Pac y Snoop Dogg. Mientras que 2Pac fue encarcelado, el juicio de Snoop estaba a punto de celebrarse. También aparece en el video Tha Dogg Pound.

## Créditos
- Ingeniería de audio: Dave Aron
- Estribillo Krayzie Bone
- Asistente de audio: Alvin McGill
- Ingeniería de mezcla: David Blake
- Colaborador (Rap): Snoop Doggy Dogg